# 國鐵分割民營化

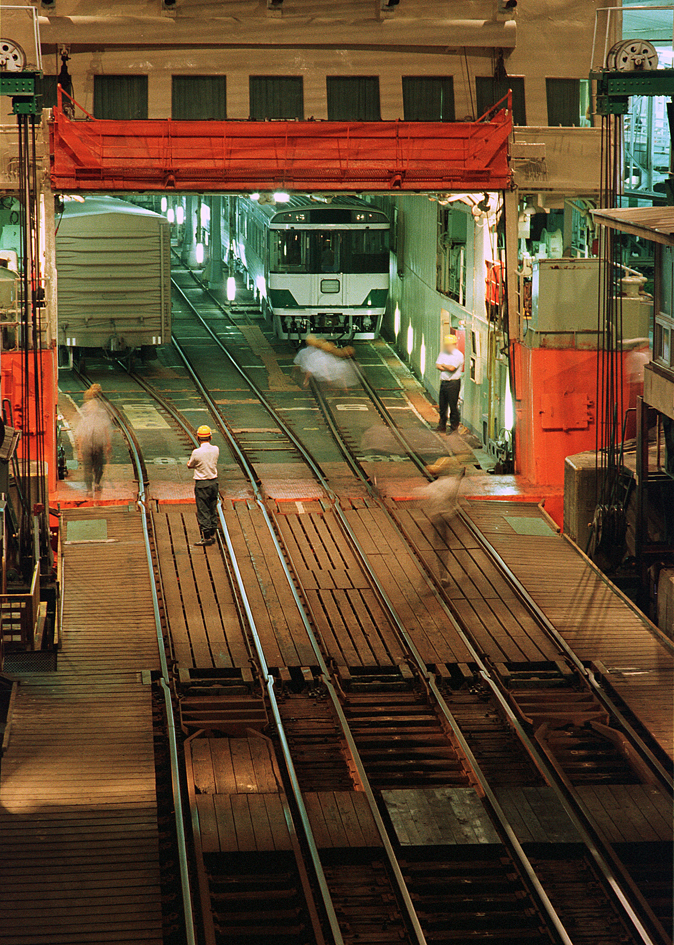
國鐵分割前，在本州四國間國鐵渡輪艙內的（攝於1986年）

國鐵分割民營化（日语：／ kokutetsu bunkatsu min'eika */?）是日本第三次中曾根內閣為解決日本國有鐵道（簡稱國鐵）的巨額虧損而實行的改革計畫，主要將原為公法人機構的國鐵拆分為7家「JR」鐵路公司，包括6家地區性的客運鐵路公司、以及1家全國性的貨運鐵路公司，分別為JR東日本、JR東海、JR西日本、JR北海道、JR四國、JR九州與JR货物；此外，同時從國鐵中分拆設置數個涉及所有JR公司事務的機構，並成立日本國有鐵道清算事業團專責處理國鐵的大部分債務。整個計畫在1987年（昭和62年）4月1日施行。
中曾根內閣除此以外也在修改《日本國憲法》和教育改革上頗費心力，但最終實現的僅此而已。從電電公社開始，到日本專賣公社、日本道路公團和日本郵政的民營化，該改革也是自民黨政府推動的一連串民營化改革的一部分。而時任運輸大臣三塚博在這場改革中顯示了他的才能。

## 沿革

### 減少巨額債務
隨著汽車普及、日本國鐵乘客減少及勞動成本上漲等因素，日本國鐵自1964年（昭和39年）東海道新幹線通車後由盈轉虧，加上日本政府為防止通膨而壓抑票價加價，令赤字更大。昭和40年代後半的生產性向上運動失敗更令勞資關係惡化，以致不斷罷工，日本國鐵貨運業務大受打擊。另一方面，以1972年通商產業大臣田中角榮的日本列島改造論為代表，直到1975年（昭和50年）凍結新建設為止，日本國鐵被迫承接不少無法收回成本的地方鐵路路線建設。雖然隨著日本鐵道建設公團在1964年成立，地方路線的建築費用轉由國家負責，但營運的赤字仍然要日本國鐵承擔；除此之外，興建新幹線的巨額費用也直接成為日本國鐵的債務負擔。昭和50年代開始，日本國鐵大幅提升票價，意圖彌補虧損，客戶卻因此流失，收入依然無法增加。
於是日本國鐵累積下來的債務與利息如雪球般越滾越大，陷入惡性循環之中。為了減輕債務負擔，於1982年8月2日運輸省的1983年度撥款預算中，決定日本國鐵停止招聘新員工。後來日本國鐵只有在1985年，僅招聘大學畢業生為「民營化後的幹部候補生」；翌年，連大學畢業生都停止招聘。
國鐵分割民營化的主要目的是經由民營化改善JR各公司業務，出售國鐵資產，藉此償還巨額債務、減輕國家財務負擔等。但日本首相中曾根康弘事後描述，真正目的在於解散工會。

### 國鐵工會的解體
日本國鐵與JR被視為兩間獨立的公司，因此JR藉口沒有義務聘請原日本國鐵職員，故意不聘請國鐵工會（；簡稱「國勞」）的成員，達到排除國勞的目的。當時國勞坐擁超過十萬名會員，為當時日本最大的工會，也是當時最有力的在野黨日本社會黨的最大支持來源日本勞動組合總評議會的骨幹。另一方面，部分主張社會主義革命的激進派滲透入國勞，但國勞無法自力排除。於是，國鐵分割民營化的目的被認為是藉機排除國勞內部的激進派、削弱日本勞動組合總評議會，激發社會黨左右兩派對立引致內耗。分割民營化的批評者指該舉動針對特定工會，是「國家級不當勞動行為」。

## 民營化後

### 運行系統現代化
決定進行民營化後，1986年11月1日的時刻表訂正，就根據各地區的需要以及新型車輛重新制定，也更新了列車自動停車系統（ATS）。
當時，國鐵的運輸本業市占率持續下降，被稱為「夕陽產業」。但私有化後始情況有所逆轉，被稱為「鐵道復興」。透過增發列車、新設車站、改善車站建築等積極措施，改善了乘客擁塞的問題。在泡沫經濟景氣之下，本州三家JR公司的乘客數量增加了約20%，國鐵時代乘客數持續下滑的其他三島，九州乘客數量增加約10%，四國增加約20%，北海道增加約25%（比照1987-1995年）。此外也在郊區路段進行了複線化與電氣化工程。
自國鐵時代以來，京阪神地區的JR西日本一直面臨著被稱為「私鐵王國」之關西地區各家私鐵的激烈競爭，但隨著都市網絡的擴充，已經凌駕於私鐵之上。但另一方面，信樂高原鐵道列車相撞事故、JR福知山線脫軌事故、日勤教育問題等事件相繼發生。有人認為問題來源在於以市場原則為優先而忽視安全。不過也有人認為這與民營化無關，因為在國鐵時代也有很多事故，統計顯示私有化後鐵路事故有所減少，且各家私鐵公司的事故比JR集團少。
JR東日本則在東北地區推出了「都會型」電聯車，也就是全設置長條座椅的JR東日本701系電聯車，以短編組進行靈活應用，而仙台都市圈以外的東北地區的居民則逐漸轉向私家車和高速巴士。

### 票價調整
國鐵時代火車票價調漲受政治因素主導。 1976年10月，票價上漲了約50%，而從1978年至1986年間，除1983年以外，票價年年調漲。私有化以後，本州島上三家JR公司並未常規調升票價，但在1989年4月引入消費稅時，以及1997年4月、2014年4月和2019年10月消費稅稅率修訂時，於票價中加收了消費稅金。 九州、四國、北海道的三家JR公司經營環境困難，於1996年提高了票價。JR北海道於 2019年10月調升的票價超過消費稅調高幅度，JR四國也於2023年5月提高票價。 所以私有化後全國各地的票價制度不再統一。

### 臥鋪列車的衰退
由於國鐵私有化分割，有許多長途列車將變為跨公司營運，長途列車可能會因此縮短營運區間甚或停駛。隨著1988年青函隧道和瀨戶大橋的開通，出現了許多跨公司營運的長途列車。但在1990年代，經濟衰退、其他交通工具的競爭、日本人流行海外旅遊等負面影響，導致旅客數量下降，加上各公司的想法不同，在新型長途列車用車輛的引入也未有進展，臥鋪列車相對於其他交通工具與高速巴士失去了競爭力，逐漸停駛。到了2024年，長途臥舖列車只剩下 Sunrise出雲瀨戶號列車。

### 空白世代
在國鐵末期，自力重建已經明顯不可能成功，也無力再僱用新員工，而民營化是否能讓鐵道集團重振旗鼓，也難以逆料。民營化後翌年即恢復了招聘大學畢業生（幹部候補生），但第一線的中堅人員（高中畢業生）恢復招聘的進度緩慢。結果各JR公司出現了員工年齡結構中，1976年以前出生的中階員工極少的現象。

### 償還巨額債務
日本國鐵分割民營化的時候，累積赤字達到37兆1000億日圓。當中日本國有鐵道清算事業團負責償還25兆5,000億日圓，剩下11兆6000億日圓由JR東日本、JR東海、JR西日本、JR貨物、新幹線鐵道保有機構（於1991年解散）分擔，預計經營將會困難的JR北海道、JR四國、JR九州則免除還債。
雖然國鐵改革的最大目的是償還巨額債務，不過算不上成功，其一是累積赤字巨大的利息可以再生利息。如果政府在赤字還小的時候及時出手援助的話，事情不會惡化至此。雖然只計單一年度的話，日本國鐵末期的1984年度已經轉虧為盈。但從還債角度而言不過杯水車薪，連利息也無法償還。
民營化後JR充分利用市場經濟，核心業務因此好轉，負債亦降低到可以還清的水準，然而國鐵清算事業團還債不甚順利。清算事業團的土地資產帳面上雖然值14兆7300億日圓，但賣價預計只值7兆7000億日圓，整個計畫看來極不自然。事實上當時地價高升，資產價格水漲船高，1988年3月時的實際價格達30兆日圓，甚至有人主張從最初開始根本不需要分割民營化，可是當時政府認為賣地會令土地價格上漲不受控制，內閣會議決定「在地價停止異常上漲之前暫停賣地」，使賣地無法按照原定計劃進行。一般情況而言供應增加的話價值應該回落，有指責認為此決定不合邏輯。之後日本泡沫經濟爆破後土地市價大幅減少的同時，利息繼續滾大，使欠債再進一步增加。1998年10月22日清算事業團解散時，欠款比剛從日本國鐵接收時還要增加2兆8000億日圓，達到28兆3000億日圓。
現在還款事務由行政法人鐵道建設運輸施設整備支援機構的「國鐵清算事業本部」接管。清算事業團解散時的28兆3000億日圓借貸當中，16兆1000億日圓有利息債務撥入國家的一般會計，換言之變成國家的債務，返還退休金等未來開支3兆400億日圓由國鐵清算事業本部負責，厚生年金移換金等7000億日圓由JR負責返還，其餘撇帳。

### 文獻
- 加藤仁. . 講談社. 1986-12. ISBN 4062030888.
- 葛西敬之.  [未完成的「國鐵改革」　巨大組織的崩潰與再生]. 東洋經濟新報社. 2001-02-08. ISBN 4-492-06122-3 （日语）.

## 外部連結
- . JR聯合組織部.   [2017-12-09]. 原始内容存档于2005-12-08.（節錄自：宗方明.  [再敘「未完成的國鐵改革」]. 月曜評論社出版、高木書房發行. 2002-06-20. ISBN 4884715012.）